# Napothera atrigularis
Napothera atrigularis е вид птица от семейство Pellorneidae. Видът е почти застрашен от изчезване.

## Разпространение
Видът е ендемичен за субтропичните и тропически влажни равнинни и планински гори на остров Борнео.